# Everyday Life (singolo Coldplay)
Everyday Life è un singolo del gruppo musicale britannico Coldplay, pubblicato il 3 novembre 2019 come secondo estratto dall'album omonimo.

## Descrizione
Traccia di chiusura dell'album, si tratta di una ballata al pianoforte che rappresenta un ritorno alle sonorità che hanno caratterizzato i primi anni di carriera del gruppo.
Il singolo è stato presentato per la prima volta dal vivo in occasione della partecipazione dei Coldplay al Saturday Night Live.

## Video musicale
Il videoclip, diretto da Karena Evans, è stato pubblicato il 9 dicembre 2019 in anteprima sull'emittente sudafricana Soweto TV ed è stato filmato in varie località del mondo, tra cui Marocco e Ucraina.

## Tracce
1. Everyday Life – 4:18

## Formazione
Gruppo
- Chris Martin – voce, pianoforte
- Jonny Buckland – chitarra elettrica
- Guy Berryman – basso
- Will Champion – batteria, cori

Altri musicisti
- Rik Simpson – effetti sonori, programmazione, tastiera, cori
- Daniel Green – effetti sonori, programmazione, tastiera, cori
- Bill Rahko – effetti sonori, programmazione, tastiera, cori
- John Metcalfe – strumenti ad arco
- Marianna Champion – cori
- Jacob Collier – cori

Produzione
- The Dream Team – produzione, ingegneria del suono
- Mark "Spike" Stent – missaggio
- Michael Freeman – assistenza al missaggio
- Matt Wolach – assistenza al missaggio
- Angel Lopez – produzione aggiuntiva
- Federico Vindver – produzione aggiuntiva
- Miguel Lara – ingegneria del suono aggiuntiva
- Aleks von Korff – ingegneria del suono aggiuntiva
- Lionel Capouillez – ingegneria del suono aggiuntiva
- Fiona Cruickshank – ingegneria del suono aggiuntiva
- Beatriz Artola – ingegneria del suono aggiuntiva
- Raplh Cacciurri – ingegneria del suono aggiuntiva
- Lance Robinson – ingegneria del suono aggiuntiva
- Sam Harper – ingegneria del suono aggiuntiva
- Matt Latham – direzione studio
- Anthony De Souza – assistenza tecnica
- Luke Pickering – assistenza tecnica
- Chloe Kramer – assistenza tecnica
- Henri Davies – assistenza tecnica
- Marenius Alvereng – assistenza tecnica
- Tyler Gordon – assistenza tecnica
- Kaushlesh "Garry" Purohit – assistenza tecnica
- Lance Powell – assistenza tecnica
- Charley Pollars – assistenza tecnica
- Crystal Mangano – assistenza tecnica
- Tate McDowell – assistenza tecnica
- Stephanie Streseman Wilkinson – assistenza tecnica
- Laurence Anslow – assistenza tecnica
- Tony Smith – assistenza tecnica
- Nick "Mystic" Davis – assistenza tecnica
- Natasahe Carter – assistenza tecnica
- Thomas Warren – assistenza tecnica
- Matt Glasbey – assistenza tecnica
- Jacques du Plessis – assistenza tecnica
- Gavin Flaks – assistenza tecnica
- Zach Brown – assistenza tecnica
- Daniel Watson – assistenza tecnica
- Chenso Wang – assistenza tecnica
- Bastien Lozier – assistenza tecnica
- Pierre Houle – assistenza tecnica
- Baptiste Leroy – assistenza tecnica
- Erwan Abbas – assistenza tecnica
- Matt McGinn – assistenza tecnica
- Craig "Hoppy" Hope – assistenza tecnica
- Emily Lazar – mastering
- Chris Allgood – assistenza al mastering

## Classifiche
| Classifica (2019–2020)           | Posizione massima |
| -------------------------------- | ----------------- |
| Belgio (Fiandre)                 | 68                |
| Stati Uniti (rock & alternative) | 14                |
| Svizzera                         | 43                |
| Ungheria (download)              | 28                |

## Date di pubblicazione
| Paese       | Data di pubblicazione | Formato           |
| ----------- | --------------------- | ----------------- |
| Mondo       | 3 novembre 2019       | Download digitale |
| Regno Unito | 13 dicembre 2019      | Airplay           |
| Italia      | 17 gennaio 2020       | Airplay           |